# Boopa-Dee Bappa-Dee
Boopa-Dee Bappa-Dee (titulado igual en España y Viajemos a Italia en Latinoamérica) es el quinto episodio de la duodécima temporada y el número 215 en general de la serie de televisión animada de comedia Padre de familia. Se estrenó originalmente en Estados Unidos por FOX el 17 de noviembre de 2013.

## Argumento
Cuando los Griffin descubren que las líneas aéreas están en una guerra de precios, Lois le dice a Peter que podrían emprender un viaje a Europa. Peter se niega a hacerlo y trata de convencer a la familia para quedarse en casa. Pero Lois compra unos tickets para ir a Italia y engaña a Peter haciéndole creer que van a un parque acuático hasta llegar al avión. 
A pesar de que Peter sigue enfadado por haber sido engañado, Lois le dice que es una oportunidad de reavivar su romance. Cuando llegan a Italia, Peter decide quedarse en la habitación del hotel viendo la televisión, por lo que Lois decide irse a hacer turismo sin él. Brian critica a Peter por hacer eso y le advierte que Lois ha salido a dar una vuelta con un hombre italiano. Peter trata de detenerla pero ella lo ignora y se va con el italiano. Peter recibe un consejo de Dean Martin para mostrarle algo de encanto italiano y sorprende a Lois con una nueva actitud. Finalmente los dos tienen una noche de sexo espontáneo. Pensando que su vida se ha vuelto mucho mejor, Peter quema los pasaportes de la familia y decide quedarse permanentemente en Italia.
Un mes después, se han convertido oficialmente en italianos. Meg incluso ha empezado una relación con Mario. No obstante, Lois empieza a preocuparse ya que Peter no está trabajando nada y Chris y Meg no están aprendiendo nada en la escuela italiana, por lo que exige volver a casa. La familia va al consulado para intentar recuperar sus pasaportes, pero descubren que es una pesadilla burocrática. Frente a una larga y cara espera, deciden volver por sí solos a América. Se cuelan en un barco de carga y se hacen pasar por muñecas de sexo, con el fin llegar a casa. 
Después de llegar a casa, Mario viene a buscar a Meg para llevar su relación al siguiente nivel. En la perspectiva de un videojuego, Meg y Mario finalizan un nivel y entran en un castillo donde Meg encuentra a Luigi, el hermano de Mario, para que tengan una orgía.

## Recepción

### Audiencia
El episodio fue visto por 4.46 millones de televidentes en su estreno original por FOX, convirtiéndose en el programa más visto de la dominación de la animación de la noche, ganando a American Dad!, Bob's Burgers y Los Simpson.

### Recepción crítica
Eric Thurm de The A.V. Club calificó el episodio con una C-, diciendo "A primera vista, el elemento más caótico de la serie parece que está en contraste con la fuerza con guion naturaleza / cliché de las castañas de la comedia de enredo que despliega en masa. Pero los mejores episodios de Padre de familia se las arreglan para combinar las dos cosas a la perfección. "Boopa-dee Bappa-dee" no hace eso, por lo que nunca se eleva por sobre olvidable".